# John C. Brodhead
John Curtis Brodhead (* 27. Oktober 1780 in Modena, New York; † 2. Januar 1859 ebenda) war ein US-amerikanischer Politiker. Er vertrat zwischen 1831 und 1833 sowie zwischen 1837 und 1839 den Bundesstaat New York im US-Repräsentantenhaus.

## Werdegang
John Curtis Brodhead wurde während des Unabhängigkeitskrieges in Modena geboren und wuchs dort auf. In dieser Zeit besuchte er Bezirksschulen. Danach ging er kaufmännischen Geschäften nach und war in der Landwirtschaft tätig. Zwischen 1825 und 1828 war er Sheriff in Ulster County.
Politisch gehörte er zu jener Zeit der Jacksonian-Fraktion an. Bei den Kongresswahlen des Jahres 1830 für den 22. Kongress wurde Brodhead im siebten Wahlbezirk von New York in das US-Repräsentantenhaus in Washington, D.C. gewählt, wo er am 4. März 1831 die Nachfolge von Charles G. De Witt antrat. Da er auf eine erneute Kandidatur im Jahr 1832 verzichtete, schied er nach dem 3. März 1833 aus dem Kongress aus. In der folgenden Zeit schloss er sich der Demokratischen Partei an. Im Jahr 1836 wurde er in den 25. Kongress gewählt, wo er am 4. März 1837 die Nachfolge von Nicholas Sickles antrat. Da er im Jahr 1838 auf eine erneute Kandidatur verzichtete, schied er nach dem 3. März 1839 aus dem Kongress aus. Als Kongressabgeordneter hatte er den Vorsitz über das Committee on Expenditures im Marineministerium (25. Kongress).
Nach seiner Kongresszeit ging er wieder kaufmännischen Geschäften nach und war erneut in der Landwirtschaft tätig. Er verstarb am 2. Januar 1859 in Modena und wurde dann auf dem Modena Rural Cemetery beigesetzt.